# مردم‌سالاری اکثریتی
مردم‌سالاری اکثریتی یا دموکراسی ماژوریتی (به انگلیسی: Majoritarian democracy)، در روبه‌روی دموکراسی مشروطه، بازمی‌برد به دموکراسی برپایه قاعده و قانون‌های اکثریت (مِهتر) شهروندان یک جامعه.
مردم‌سالاری مِهینی دیسه هم‌آمده و مرسوم دموکراسی است که به عنوان یک سیستم سیاسی در بسیاری کشورها به کار می‌رود.

## نمونه‌ها
ایالات متحده آمریکا و کانادا نمونه‌های مردم‌سالاری اکثریتی اند. نمایندگان نه با سیستم‌های انتخاباتی متناسب، که با رای دادن ساده جمعی برگزیده می‌شوند.